# El-B
El-B (cuyo nombre real es Lewis Beadle) es un productor musical británico, que produce fundamentalmente UK Garage y hip hop. Está considerado como un pionero del dubstep como género musical. Se encarga del sello Ghost Recordings y es parte también del dúo El-Tuff así como de la banda Groove Chronicles. Desde 2004 se ha mantenido relativamente inactivo.
Su música ha influido poderosamente en otros artistas posteriores, como Burial. 

## Discografía
- Ghost Rider (2007, Heavy Artillery)
- The EQ Project (2004, Qualifide Recordings)
- Kushti Kuts Vol. 5 (2004, Kushti Kuts)
- El-Breaks Vol. 3 (2004, El-Breaks)
- Shorty (2002, Ghost)
- Buck & Bury/Back 2 Me (2002, Ghost)
- Serious (2001, Locked On)
- Help The Love (2001, Scorpion Records)
- El-Breaks Vol. 2 (2001, El-Breaks)
- Cuba/Breakbeat Science (with Roxy) (2001, Bison Recordings)
- Wicked Sound (2000, Soldiers of Fortune)
- Ghetto Girl (2000, Scorpion Records)
- El-Breaks Vol. 1 (2000, El-Breaks)
- Digital (2000, Locked On)
- Bubble/Bubble (Dub) (2000, Scorpion Records)